# Гумбольдт-Рівер-Ранч (Невада)
Гумбольдт-Рівер-Ранч (англ. Humboldt River Ranch) — переписна місцевість (CDP) в США, в окрузі Мінерал штату Невада. Населення — 249 осіб (2020).

## Географія
Гумбольдт-Рівер-Ранч розташований за координатами 40°27′20″ пн. ш. 118°16′3″ зх. д. / 40.45556° пн. ш. 118.26750° зх. д. (40.455586, -118.267527).  За даними Бюро перепису населення США в 2010 році переписна місцевість мала площу 33,32 км², уся площа — суходіл.

## Демографія
Згідно з переписом 2010 року, у переписній місцевості мешкало 119 осіб у 52 домогосподарствах у складі 42 родин. Густота населення становила 4 особи/км².  Було 70 помешкань (2/км²).
Расовий склад населення:
| - 85,7 % — білих - 5,9 % — азіатів - 3,4 % — корінних американців - 0,8 % — чорних або афроамериканців |

До двох чи більше рас належало 3,4 %. Частка іспаномовних становила 3,4 % від усіх жителів.
За віковим діапазоном населення розподілялося таким чином: 10,9 % — особи молодші 18 років, 66,4 % — особи у віці 18—64 років, 22,7 % — особи у віці 65 років та старші. Медіана віку мешканця становила 56,2 року. На 100 осіб жіночої статі у переписній місцевості припадало 105,2 чоловіків;  на 100 жінок у віці від 18 років та старших — 107,8 чоловіків також старших 18 років.
Цивільне працевлаштоване населення становило 0 осіб. 